# Rubber
Rubber es el tercer álbum en solitario del guitarrista estadounidense Gilby Clarke, antiguo miembro de Kill for Thrills y de Guns N' Roses, grabado en 1998 bajo el sello discográfico Spitfire Records.

## Lista de canciones
| N.º | Título                                 | Escritor(es)              | Duración |  |
| 1.  | «Kilroy Was Here»                      | Clarke                    | 2:55     |  |
| 2.  | «The Haunting»                         | Clarke                    | 2:57     |  |
| 3.  | «Something's Wrong With You»           | Clarke                    | 3:38     |  |
| 4.  | «Sorry I Can't Write A Song About You» | Clarke, Daniel            | 3:38     |  |
| 5.  | «Mercedes Benz»                        | Joplin, McClure, Neuwirth | 3:41     |  |
| 6.  | «The Hell's Angels»                    | Clarke                    | 2:41     |  |
| 7.  | «Saturday Disaster»                    | Clarke, Daniel            | 2:59     |  |
| 8.  | «Trash»                                | Sylvain, Johansen         | 2:48     |  |
| 9.  | «Technicolour Stars»                   | Clarke                    | 3:17     |  |
| 10. | «Superstar»                            | Clarke                    | 1:48     |  |
| 11. | «Bourbon Street Blues»                 | Clarke, Almeida           | 2:33     |  |
| 12. | «Frankie's Planet»                     | Clarke                    |          |  |

## Miembros
- Gilby Clarke - voz, guitarra, bajo

Colaboraciones
- Ryan Roxie - guitarra
- Bobby Schneck - guitarra
- Michael Brooks - guitarra, coros
- Keith Jackson - guitarra, coros
- James LoMenzo - bass
- Will Effertz - bajo, coros
- Phil Soussan - bajo
- Eric Stevens - bajo
- Johnny Griparic - bajo
- Teddy Andreadis - órgano, piano, acordeón
- Brian Tichy - batería, coros
- Mike Fasano - batería
- Eric Singer - batería, coros
- Eric Skodis - batería
- Winston Watson III - batería
- Brian Irving - batería
- Roberta Freeman - coros
- Brian Smith - coros